# Winton 16-278A
Winton 16-278A – lekki dwusuwowy, szesnastocylindrowy okrętowy silnik Diesla w układzie V, o mocy 1622 KM (1193 kW). Skonstruowany został przez Winton Engine Corporation w drugiej połowie lat 30. XX wieku. W odróżnieniu od wyposażonego w aluminiowe tłoki siostrzanego silnika 16-278, 16-278A wyposażony był w tłoki wykonane ze stali. 16-278A zapewniał prędkość obrotową 750 RPM. Obok silnika 38D8-1/8 firmy Fairbanks-Morse, stanowił główną jednostkę energetyczną większości amerykańskich okrętów podwodnych podczas drugiej wojny światowej.